# Hans Reissinger
Hans Reissinger (eigentlich: Johannes Carl Reissinger; geboren am 10. April 1890 in Bayreuth; gestorben am 23. November 1972 ebenda) war ein deutscher Architekt, der in Bayreuth, Düsseldorf und München tätig war.

## Leben und Wirken

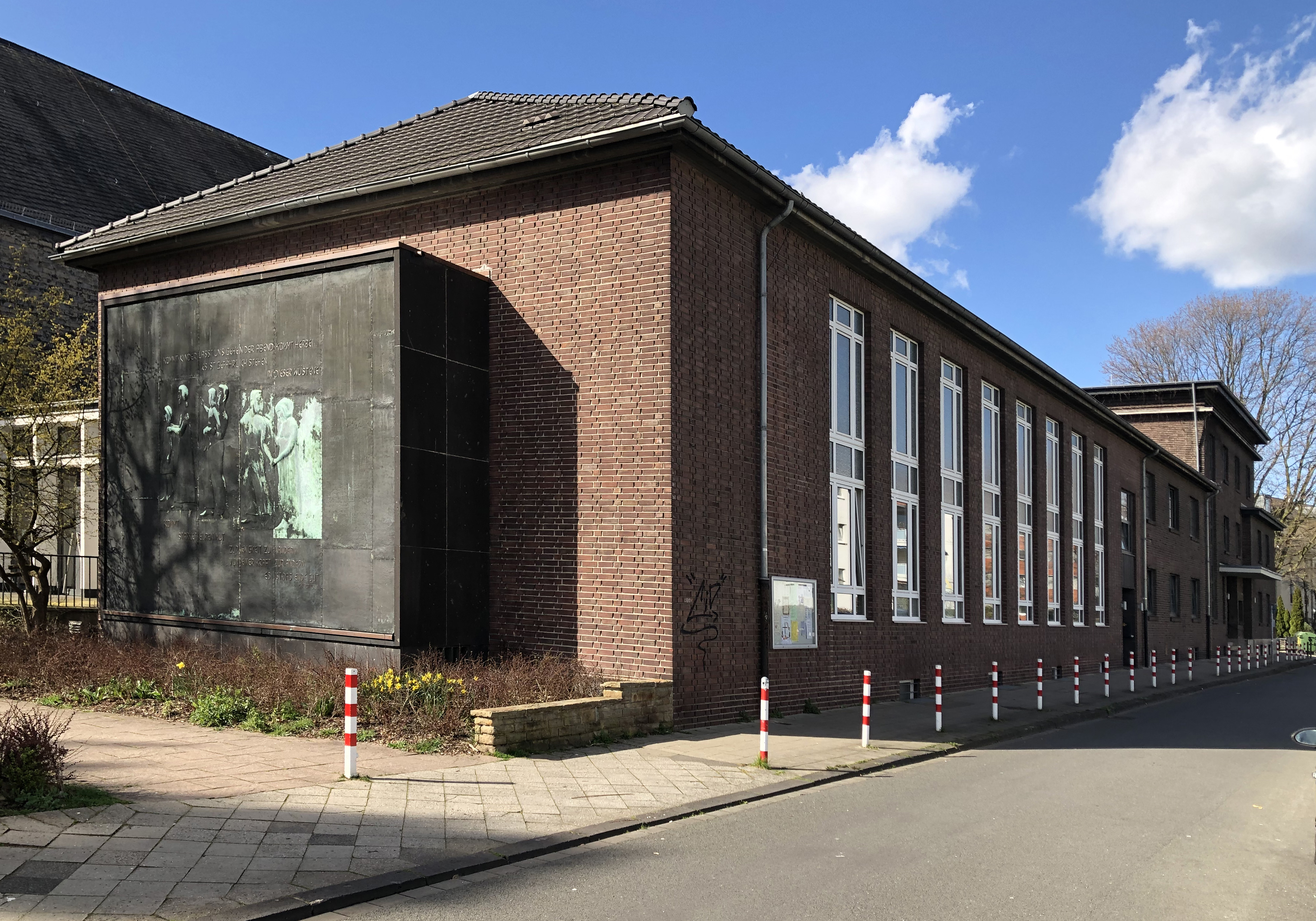
Gemeindehaus, Tersteegenstraße 84 a–c, Düsseldorf-Golzheim, erbaut 1929–1930

### Bis zur Weimarer Republik
Reissingers Eltern waren der evangelische Pfarrer Michael Reissinger und dessen Ehefrau Julie, geb. Boeckh. Michael Reissinger predigte in der Bayreuther Stadtkirche. Das Paar hatte zehn Kinder; der älteste Sohn Carl war mit Richard Wagners Sohn Siegfried befreundet, Gertrud Reissinger, eine Tochter des Sohns Adolf, wurde 1941 die Ehefrau Wieland Wagners. Von da an war Hans Reissinger mit der Familie Wagner verschwägert.
Nach dem 1908 am humanistischen Gymnasium Christian-Ernestinum in Bayreuth abgelegten Abitur studierte Reissinger bis 1912 Architektur an der Technischen Hochschule München bei Friedrich von Thiersch, Theodor Fischer und Carl Hocheder. Anschließend folgte eine erste Italienreise und ein Praktikum am Königlich Bayerischen Landbauamt Kaiserslautern. 1913–1914 wirkte er als Assistent bei German Bestelmeyer im Meisteratelier für Baukunst an der Kunstakademie Dresden. Nach Kriegsdienst im Ersten Weltkrieg 1914–1919 und seinem 1918 im Urlaub abgelegten Staatsexamen ließ Reissinger sich in Bayreuth nieder. Sein Erstlingswerk war 1919 die für den örtlichen Bauverein gebaute Kriegsbeschädigtensiedlung Herzoghöhe. 1922 schuf er den Westbau (Erweiterung) der evangelisch-lutherischen Filialkirche St. Bartholomäus in Glashütten. 1923 wurde das von ihm entworfene Kriegerdenkmal für die Gefallenen des Ersten Weltkriegs in Bischofsgrün errichtet, ein Jahr später die Kriegsgefallenen-Gedächtnisstätte in Helmbrechts.
1922/1923 wurde der Asenturm auf dem Ochsenkopf im Fichtelgebirge von Reissinger geplant. Als 1926 unter seiner Leitung die Kirche in Lindenhardt restauriert wurde, identifizierte Karl Sitzmann die Bilder auf den Flügeln des Altars als Werke von Matthias Grünewald.
Von 1927 bis 1929 war Reissinger als Stadtbaurat in Düsseldorf tätig. Es folgte eine selbständige Architektentätigkeit, ab 1932 in seiner Heimatstadt Bayreuth.

### Karriere im „Dritten Reich“
In der Zeit des Nationalsozialismus wurde Reissinger 1934 Mitglied der NSDAP.
Nach seiner Rückkehr nach Bayreuth wurde er im April 1934 vom nationalsozialistischen Oberbürgermeister Karl Schlumprecht mit dem Generalbebauungsplan der Stadt beauftragt und rückte in der Folge zu einer zentralen Figur der Gauhauptstadt auf. In jenem Jahr entwarf er ein Denkmal für die nationalsozialistische Bewegung in Form eines liegenden Hakenkreuzes aus Granit, aus dessen Schnittpunkt eine geballte, Schlangen zerquetschende Faust hervorragte. Zu dem 10.000 Reichsmark teueren Bauwerk äußerte Reissinger seinerzeit: „Ich gebar gerade ein Denkmal der Bewegung“. Das auf dem Bayreuther Luitpoldplatz aufgestellte, 123 cm hohe Hakenkreuz wurde von der örtlichen Bevölkerung jedoch als Pissoir zweckentfremdet und schließlich wieder entfernt.
Reissinger unterhielt ausnehmend gute Beziehungen mit Schlumprecht und dem in Bayreuth beliebten Gauleiter Hans Schemm. Daher war es ihm möglich, den von Robert Ley angeregten Bau einer NS-Schulungsburg auf dem nahen Sophienberg zu verhindern. Darüber hinaus fügte er sich aber bruchlos in die Bauästhetik der Nationalsozialisten ein. Im März 1935 inszenierte er die pompöse Trauerfeier für den tödlich verunglückten Schemm, bei der Adolf Hitler und fast die gesamte NS-Hierarchie anwesend waren. Mit Schemms Nachfolger in der Gauleitung, dem in der Stadt weniger geschätzten Fritz Wächtler, war Reissingers Verhältnis gelegentlich angespannt.
In der nationalsozialistischen Zeit gestaltete er verschiedene Bauprojekte in Bayreuth:
- 1935: Umbau des markgräflichen Reithauses zur Ludwig-Siebert-Festhalle
- 1936: Haus der Deutschen Erziehung am Luitpoldplatz[15]
- 1937: Autobahn-Rasthaus mit 200 Betten an der Oberen Röth (Pläne genehmigt, Projekt nicht verwirklicht)[3]
- 1938: Planung eines „Gauforums“ für Bayreuth mit einer Prachtstraße und einem Aufmarschplatz für 65 000 Menschen, umgeben von monumentalen Gebäuden, u. a. einer mehr als 10 000 Personen fassenden „Gauhalle“.[16] Diese Planung verfolgte Hitler mit großer Anteilnahme; wiederholt, so am 21. März 1938[3] und am 1. August 1939, trafen sich Hitler und Reissinger diesbezüglich persönlich.[14]
- 1944: Planung für den „Wiederaufbau“ der Stadt Kassel, u. a. mit Gauforum für 100.000 und Gauhalle für 10.000 Menschen.

### Nach dem Zweiten Weltkrieg
In seiner Verteidigungsschrift für das Spruchkammerverfahren sprach sein Anwalt im Dezember 1947 von einer „praktisch unausweichlichen Zwangslage“, die Reissinger „zu einer rein nominellen Parteizugehörigkeit“ bewogen habe. Er sei „der Partei völlig fernstehend“ gewesen, „selbstverständlich sei er seiner inneren Haltung und Überzeugung immer treu geblieben“. Am 25. Februar 1948 erging gegen Reissinger seitens der Spruchkammer, die seine vorgebliche Distanz zur NSDAP für glaubwürdig hielt, ein Sühnebescheid als Mitläufer, der mit einer Geldbuße in Höhe von 1000 Reichsmark verbunden war.

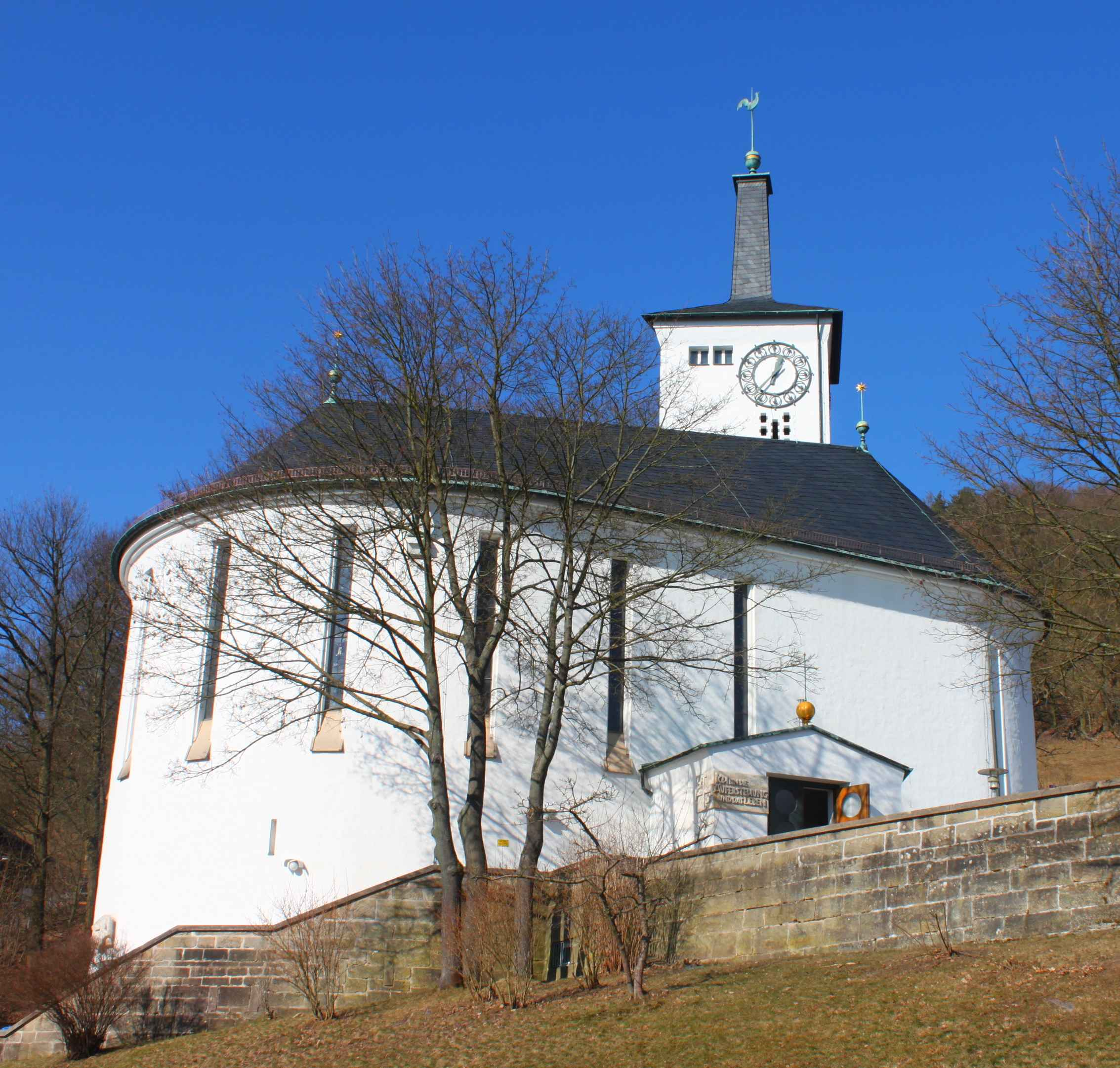
Auferstehungskirche Kulmbach

Bei der Wiederaufnahme der Richard-Wagner-Festspiele im Jahr 1951 zeichnete Reissinger „fürs Dekor der Meistersinger verantwortlich und tat sich auch als Verfasser von zwei Erbauungsartikeln im Festspielbuch hervor“.
Zu seinen ausgeführten architektonischen Werken nach dem Zweiten Weltkrieg zählen:
- 1949–1962: Wiederaufbau der Villa Wahnfried
- 1954–1955: Evangelisch-lutherische Auferstehungskirche in Kulmbach-Blaich[18]
- 1957–1959: Johanneskirche in Pottenstein[19]
- 1959–1960: Kreuzkirche in Bayereuth-Kreuz[20][14]
- 1961–1965: Umbau des ehemaligen markgräflichen Reithauses zur Stadthalle Bayreuth[21]
- 1961–1962: Auferstehungskirche in Bayreuth-Saas[22][14]
- 1965–1966: Evangelisch-lutherische Friedenskirche in Hemau[23][24]

Das Werk umfasst außerdem zahlreiche Kirchenentwürfe in Architektenwettbewerben.

### Würdigungen
Das Grab Hans Reissingers befindet sich auf dem Bayreuther Stadtfriedhof.
Der Journalist und Stadthistoriker Bernd Mayer bezeichnete Reissinger als den wandelbarsten und vielseitigsten Bayreuther Architekten des 20. Jahrhunderts. In besonderer Weise seien dessen Werke Spiegelbilder der Geschichte.

## Schriften
- Aus der Tätigkeit des Architekten Reg.-Baumeister Dipl.-Ing. Hans Reissinger. Bayreuth 1919–1926. Seeling & Röder, Barmen 1926.